# Vocalconsort Leipzig
Das Vocalconsort Leipzig ist ein Kammerchor unter der Leitung von Franziska Kuba.
Es wurde 1999 auf Initiative des derzeitigen Gewandhauschorleiters Gregor Meyer gegründet. Seit 2018 wird es von Franziska Kuba geleitet. Das Ensemble widmet sich vor allem der Interpretation geistlicher Chormusik zwischen Barock und Romantik. Das Kernrepertoire rankt sich um Mitteldeutsche Barockmusik bis 1700; zu den Spezialitäten des Ensembles zählt daneben Musik der Leipziger Komponisten Sethus Calvisius (1556–1615) und Sigfrid Karg-Elert (1877–1933). 2002 gehörte das Vocalconsort Leipzig zu den Preisträgern des Internationalen Robert-Schumann-Chorwettbewerbes Zwickau. Die rund 25 Sänger haben durchweg eine solide musikalische Ausbildung genossen.
Das Vocalconsort Leipzig singt regelmäßig in der Leipziger Thomaskirche, dem Gewandhaus zu Leipzig und in der Dresdner Kreuzkirche, tritt beim Bachfest Leipzig, dem MDR-Musiksommer sowie in den großen Kirchen Hamburgs, Erfurts u. a. auf. Es pflegt eine enge Zusammenarbeit mit dem Gewandhauschor und gibt Konzerte unter Dirigenten wie Trevor Pinnock oder Russel Davies.
Konzertreisen führten das Vocalconsort Leipzig 2011 nach Minsk – eine Partnerschaft verbindet es mit dem Chor der Belarussischen Staatlichen Universität Minsk – und 2012 nach Travnik in Bosnien-Herzegowina.

## Aufnahmen
- CD – „Frohlocket!“ (Advents- und Weihnachtsliedsätze im zeitlichen Wandel), 2007, querstand
- CD – Sigfrid Karg-Elert, „Das geistliche Chorwerk“ - Vocalconsort Leipzig und GewandhausChor, Gregor Meyer – Leitung, Stefan Engels – Orgel, 2008, genuin
- CD – „Kumm bi de Nacht“ (Deutsche Volkslieder), 2009, querstand
- CD – „Freut euch und jubilieret!“ (Geistliche Vokalmusik von Sethus Calvisius, 1556–1615), 2009, querstand
- CD – "Singt, ihr Engelchöre" (Chorwerke für Advent und Weihnachten von Colin Mawby), 2011, querstand
- CD – "And we all shine on" (Arrangements von Lennon-Songs) – Matthias Knoche, Ekky Meister – Klavier, Vocalconsort Leipzig, Gregor Meyer – Leitung, 2011, querstand
- CD – Ferdinand Hiller, „Die Zerstörung Jerusalems“ op. 24 – Vocalconsort Leipzig, GewandhausChor, Camreata Lipsiensis u. a. Gregor Meyer – Leitung, 2012, querstand